# Pramana

Símbolo del hinduismo.

En las doctrinas de la India antigua, el término sánscrito pramān̩a hace referencia a un tipo de epistemología y es uno de los campos de estudio en el hinduismo, el budismo y el yainismo.
- प्रमाण (en letra devanagari).

En idioma sánscrito significa literalmente ‘pruebas’ (evidencias) y ‘medios de conocimiento’.

## Características
El enfoque de pramana es hace referencia a cómo se puede adquirir el conocimiento.
Los antiguos textos indios medievales identifican seis pramanas como medio correcto de conocimiento:
- pratiaksa (percepción directa mediante los sentidos)
- anumāṇa (‘inferencia’ o deducción)
- upamāṇa (comparación y analogía)
- arthāpatti (postulación, derivación de circunstancias)
- anupalabdi (no-percepción, prueba/cognitiva negativa) y
- Śabda (‘sonido’, las Escrituras sagradas reveladas).[5][4][6]

Las diferentes escuelas de filosofía india varían en cuántos de estos seis tipos son fiables y válidos. Por ejemplo, Carvaka, una de las escuelas de hinduismo sostienen que solo un perceptor es una fuente fiable de conocimiento, el budismo sostiene que dos perceptores es el medio válido, el jainismo sostie que tres perceptores, mientras que Mimamsa y Advaita Vedanta, otras escuelas de hinduismo sostienen los seis son útiles. Varias escuelas de filosofía india han debatido si una de las seis formas de pramana pueden ser derivaciones de otras y la unicidad relativa de cada. Por ejemplo, el budismo considera Buddha y otras "personas válidas" como indiscutibles, pero que tal testimonio es una forma de percepción e inferencias.
La ciencia y estudio de Pramanas se denomina Nyaya.